# Курительная трубка
Трубка — курительное приспособление, состоящее из мундштука и чаши для табака.

Керамические трубки
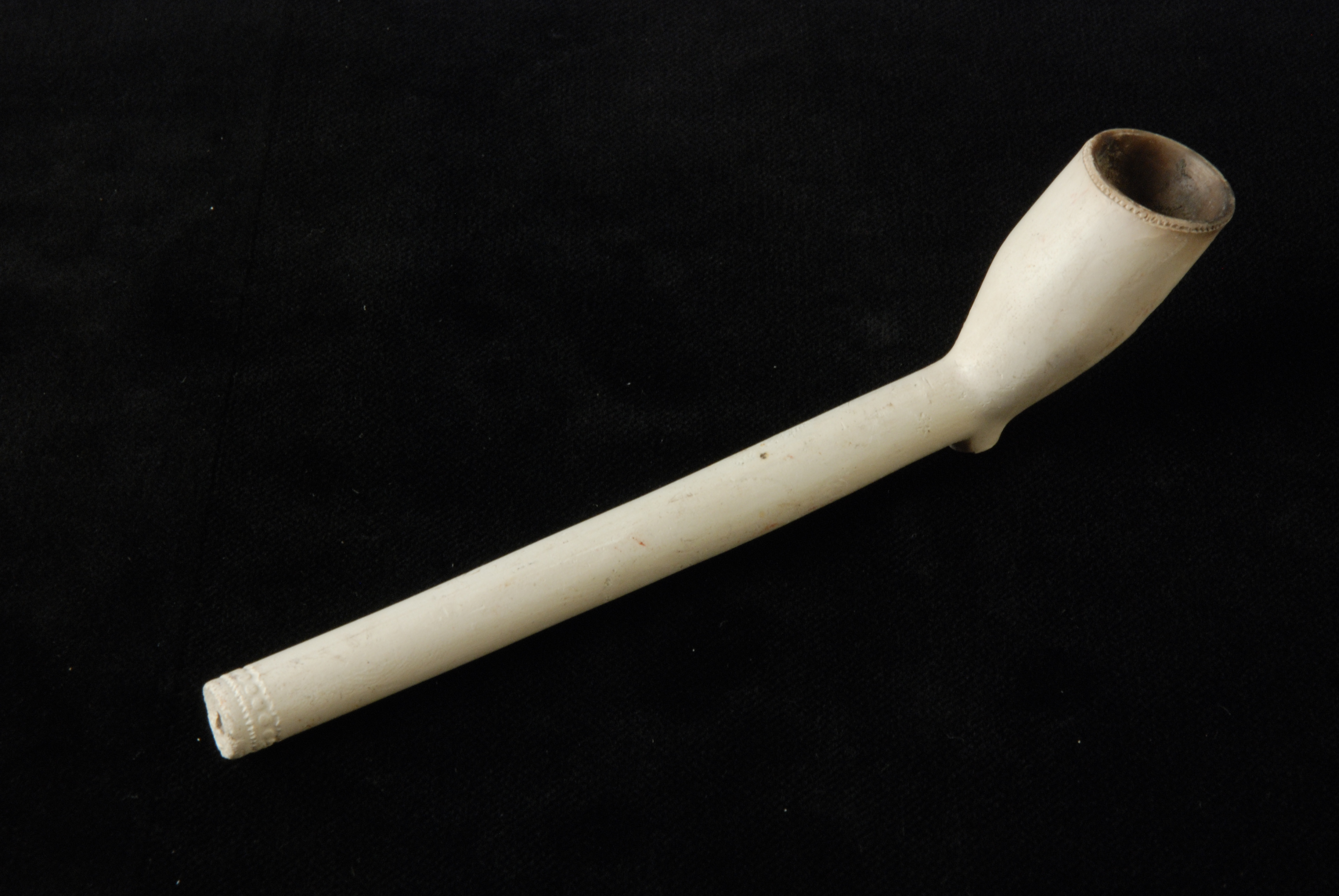
Голландская трубка из Гауды нач. XVIII в.
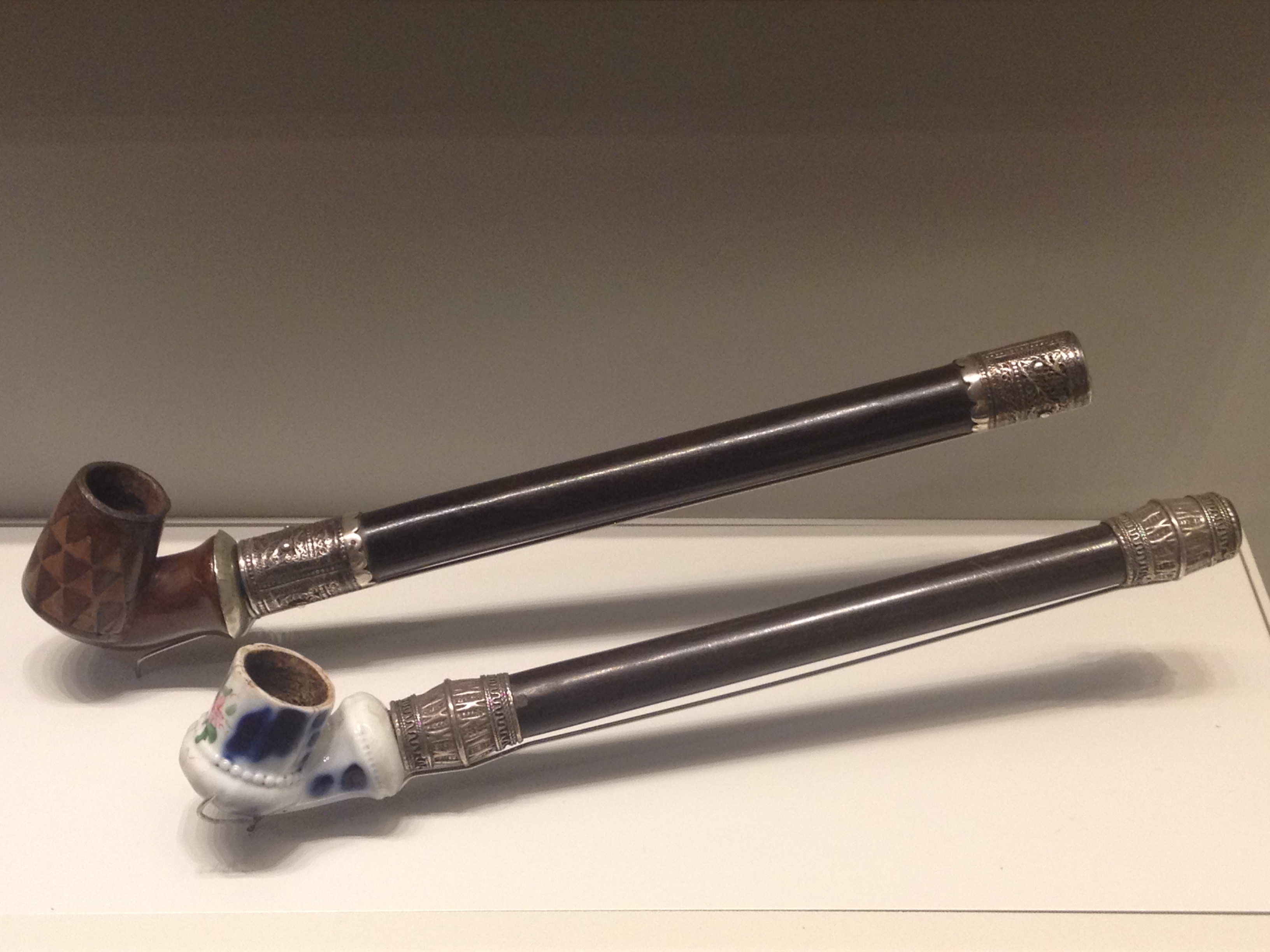
Трубки турецкого типа XIX в. (без мундштука)
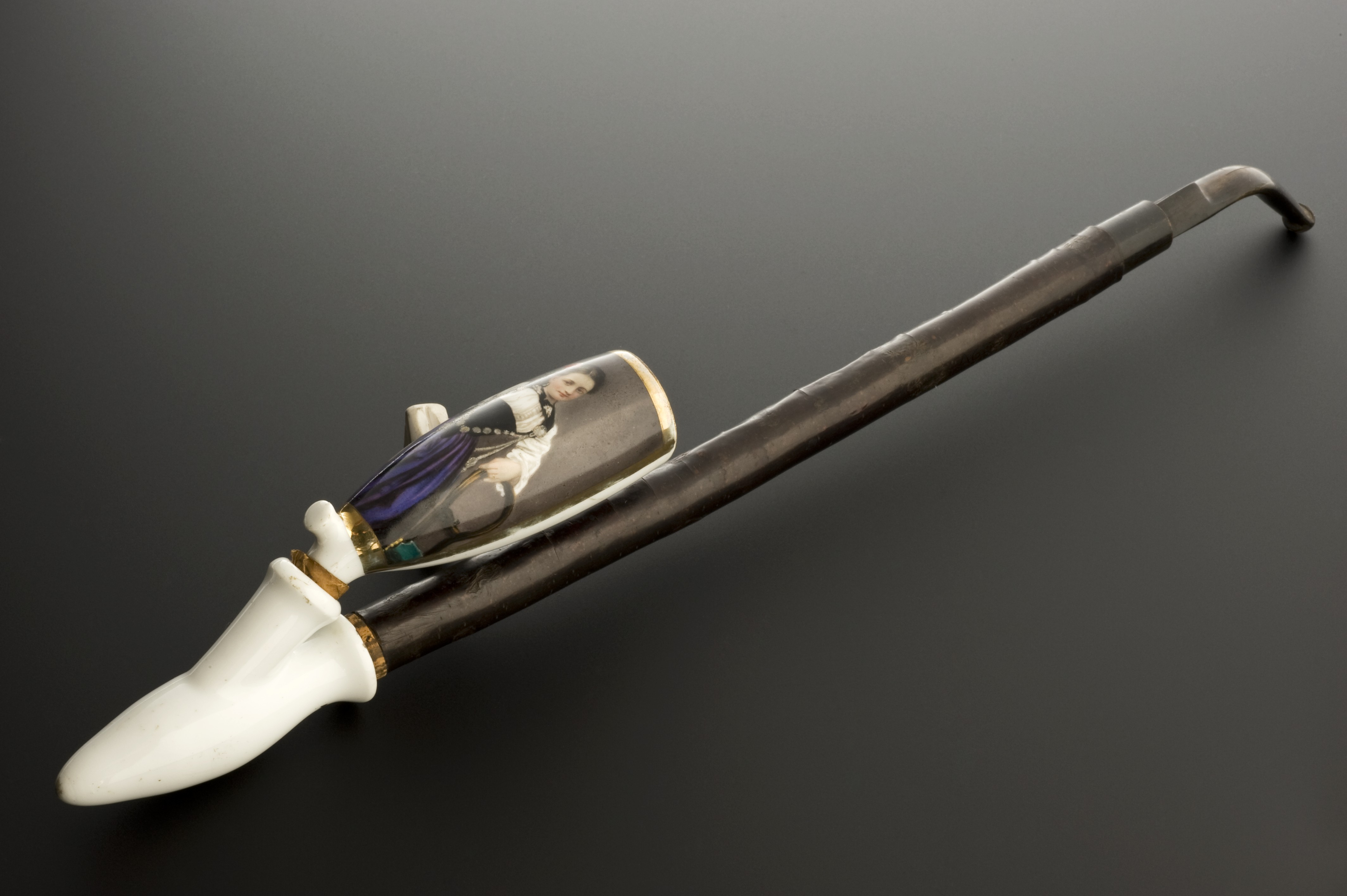
Немецкая фарфоровая трубка XIX в.

## История
Курение трубки традиционно для народов Америки и происходит от религиозных обрядов древних священников Мексики. Ритуальное значение трубка имела и у индейцев более северных районов, известная европейцам как трубка мира (чаша и чубук которой изготавливался из мрамора или катлинита, а 75—100 см мундштук из ясеня). После открытия Америки в конце XV века трубка вместе с табаком попала в Европу.
Производство трубок в Европе было основано в Англии примерно с 1570 года. Это были цельнокерамические трубки из белой глины. К середине XVII века их производство распространилось на Голландию, где одним из крупнейших центров изготовления стал город Гауда, а также Германию и Швецию:422-423.
С 1723 года в Австрии начинают изготавливать трубки из морской пенки (минерала сепиолита), добываемой в Турции.
С 1825 года во французском городке Сен-Клод основано производство трубок из бриара (корня древовидного вереска).

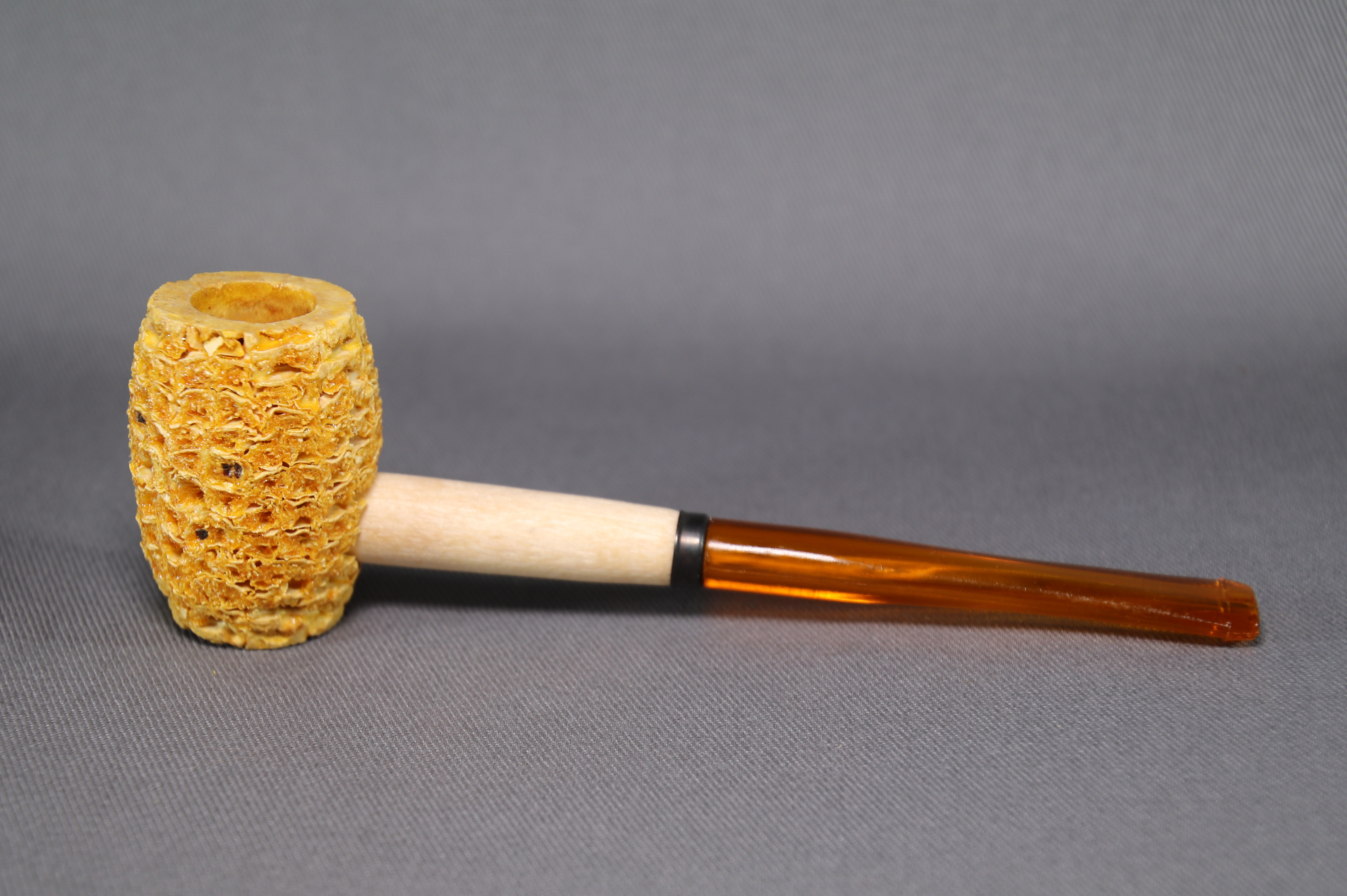
Кукурузная трубка Missouri Meerschaum

В начале 1870-х в американском штате Миссури создаётся компания по промышленному изготовлению трубок из кукурузных початков. В 1907 году она получает название Missouri Meerschaum, переводимое как «миссурийская пенка» — так основатель компании Генри Тиббе решил подчеркнуть, что его кукурузные трубки по качеству сравнимы с трубками из морской пенки.
В России
История курения трубки в России начинается с указа Петра I, изданного в 1697 году и разрешающего употребление и продажу табака. В 1699 году английской табачной компании в лице Карла Гутфеля (а также англичанину Маркизу Кармартену Перегрину) было предоставлено монопольное право ввозить и продавать табак, табакерки, курительные трубки и другие курительные принадлежности в течение шести лет. Поначалу трубки привозили из Европы (немецкого и голландского типа) и Османской империи. Голландские цельнокерамические трубки были хрупкими и как следствие недолговечными, по этой причине, а также из-за сложности их изготовления, со второй половины XVIII — начала XIX века они повсеместно (кроме некоторых европейских стран) стали вытесняться турецкими керамическими трубками «чубуками» с деревянным мундштуком. К середине XVIII века налаживается собственное производство трубок из глины. В 1830—1840-е годы в Петербурге действует несколько фабрик по их изготовлению. Одна из фабрик производила за год до 23 тысяч трубок голландского типа:120.
В СССР было налажено промышленное производство трубок из бриара, которые изготавливались на московской табачной фабрике «Ява». Помимо классических трубок на ней выпускались трубки с художественными резными чашами фасонов Мефистофель, Львиная голова, Лайка, Орлиная лапа, Тюльпан, Спутник.

## Устройство
Чаша (1) — вместилище для табака. Некоторые чаши снабжаются металлической крышкой, защищающей очаг горения от раздувания ветром.
Табачная камера (2) — внутреннее пространство чаши, цилиндрической или конусообразной формы. Обычный диаметр на входе около 2 см, глубина 3,5—4 см.
Дымовой канал (3) — пустое пространство, через которое дым из табачной камеры попадает в рот курильщика. Увеличение длины, диаметра и степени изгиба дымового канала снижает количество поступаемого никотина (оседает на внутренних стенках) и температуру дыма.
Чубук (4) — средняя часть трубки между чашей и мундштуком, как правило являющаяся непрерывным продолжением чаши. Трубка может быть и без чубука — в этом случае мундштук соединяется непосредственно с чашей, либо составляет с ней единое целое.
Гнездо (5) — часть чубука, в которую вставляется шип мундштука.
Шип (6), цапфа — часть мундштука, соединяющаяся с гнездом чубука.
Мундштук (7) — часть трубки, один конец которой курильщик держит во рту, а другой соединён с чубуком или прямо с чашей. Изготавливается в основном из акрила или эбонита.
Прикус (8) — узкая концевая часть мундштука, находящаяся во рту.
Загубник (9) — выступ на конце мундштука, предотвращающий его выскальзывание из зубов.

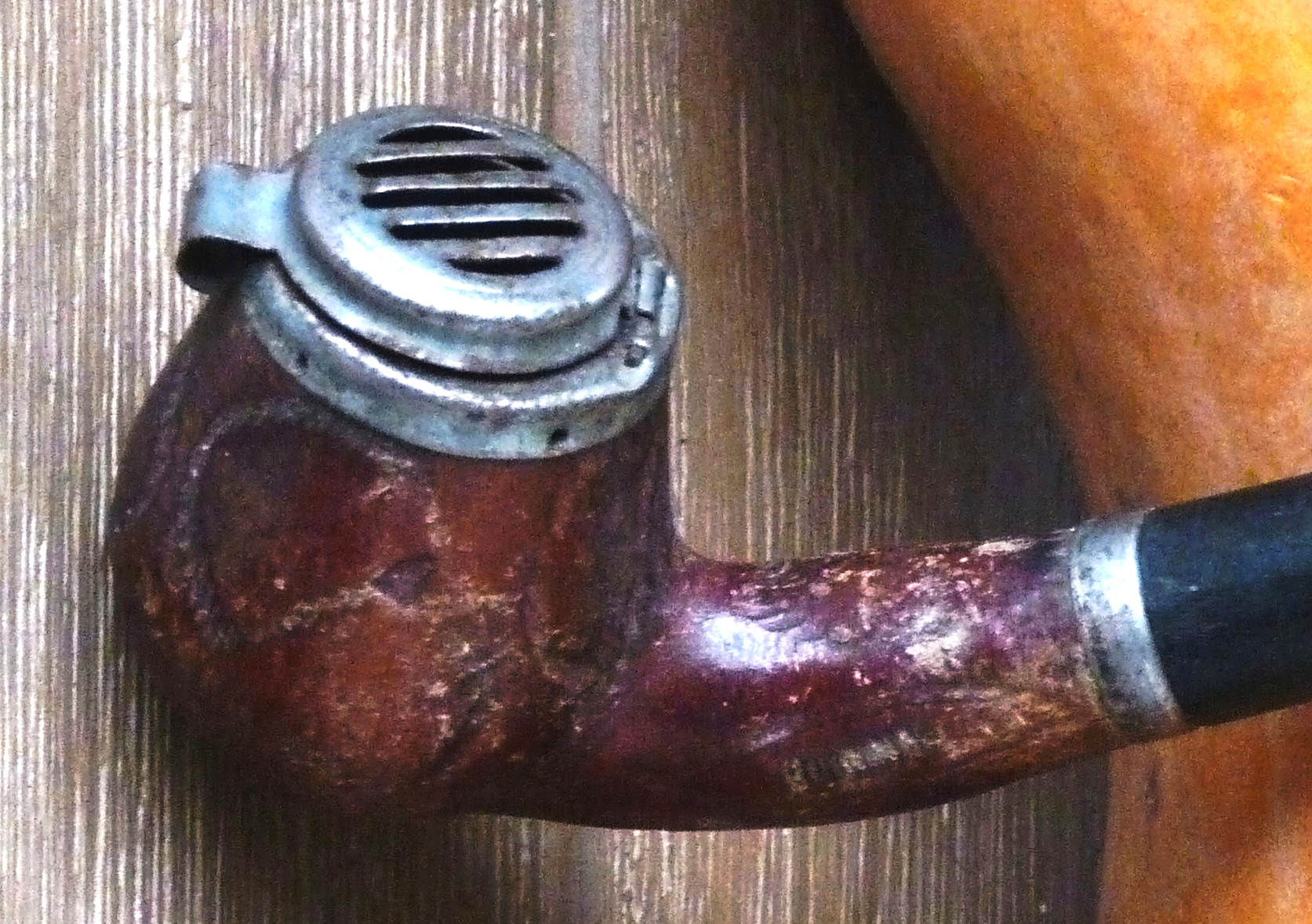
Чаша с крышкой
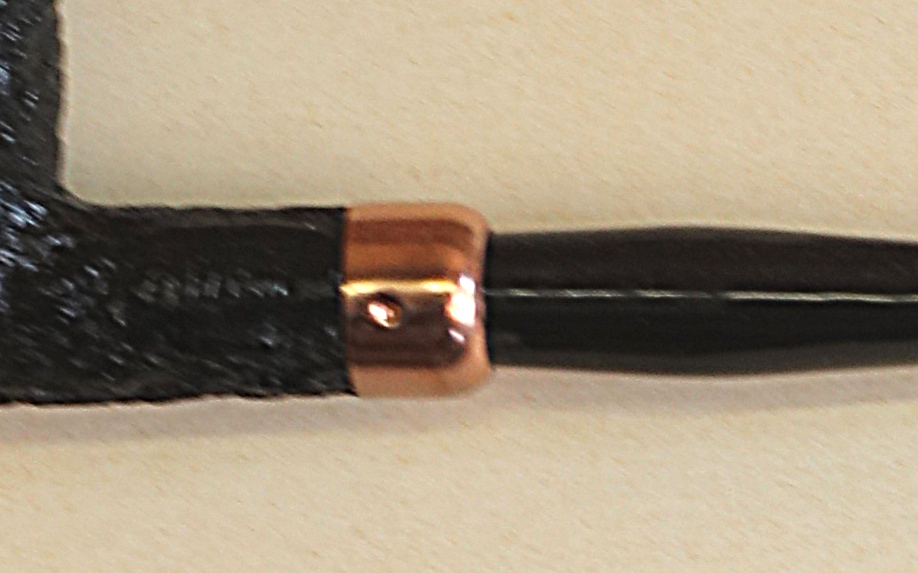
Соединение спигот
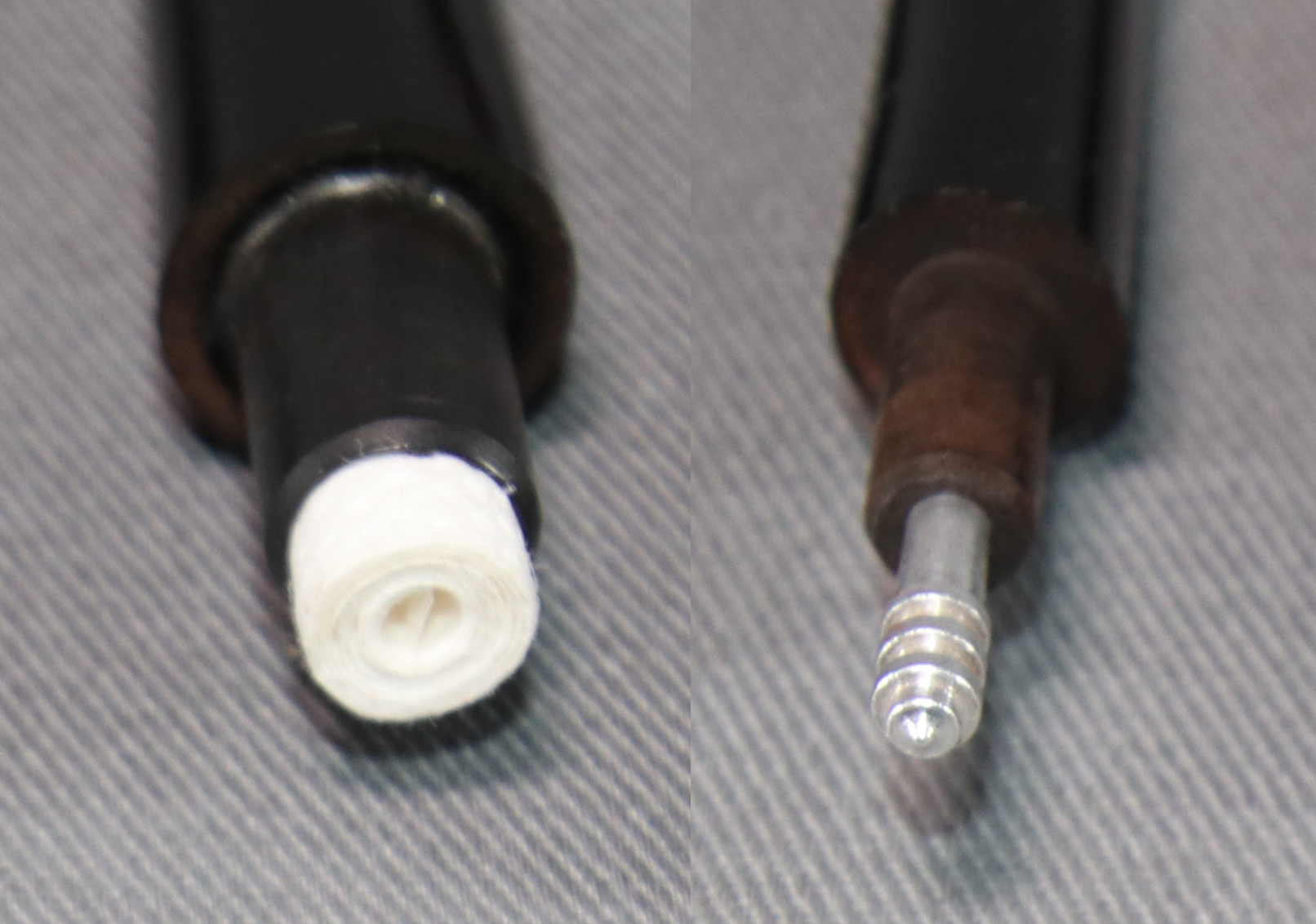
Фильтр и охладитель

У некоторых трубок шип устроен таким образом, чтобы в него можно было устанавливать охладитель или фильтр определённого размера:
- Фильтр — одноразовая вставка, служащая для частичного очищения дыма от смол. Кроме того, фильтр, в зависимости от своих свойств, поглощает некоторое количество никотина, тепла, влаги и вкуса табачного дыма. Трубку с пространством под фильтр можно использовать и без фильтра, однако это ухудшает качество курения и усложняет чистку[17].
- «Охладитель»[21] — короткий металлический стержень различной формы, выполняющий роль грубого многоразового фильтра[16].

Жёсткая или неправильная эксплуатация трубки может привести к повреждению шипа или гнезда (например, если держать трубку за мундштук и вытряхивать из неё пепел). Для усиления прочности гнезда некоторые трубки имеют металлическое кольцо на конце чубука. Существует особо прочное соединение чубука с мундштуком, называемое спигот (spigot), где кроме усиления гнезда кольцом используется конусный шип, не имеющий границы с мундштуком. Глубина вхождения шипа в гнездо ограничивается плавно увеличивающимся диаметром шипа.

## Пенковые трубки
Морская пенка — белый пористый минерал сепиолит, основные залежи которого находятся в Турции. Пенковые трубки не прогорают, лёгкие и «вкусные», при этом очень хрупкие. По мере использования приобретают жёлтый оттенок. За счёт высокой способности впитывать влагу их можно курить до четырёх раз в день. Пенка легко поддаётся обработке и полировке, поэтому чаши таких трубок обычно украшаются художественной резьбой. Существует дешёвый вариант не монолитной, а спрессованной из крошек и мелких кусочков пенки, дающей при курении неприятный привкус. Такая пенка не позволяет делать на ней художественную резьбу.

## Трубки из древесины
Большинство современных трубок изготавливается из древесины не содержащей каких-либо смол, отрицательно влияющих на вкус и аромат табачного дыма. Лучшим её видом является бриар, трубки из которого обладают хорошей жаростойкостью, прочностью, приятным «вкусом», красивым внешним видом и лёгкостью. Огнестойкостью обладает также древесина морёного дуба, пролежавшая под водой несколько столетий. Другими видами используемой древесины являются бук, груша, вишня, олива, ореховый кап и хурма.

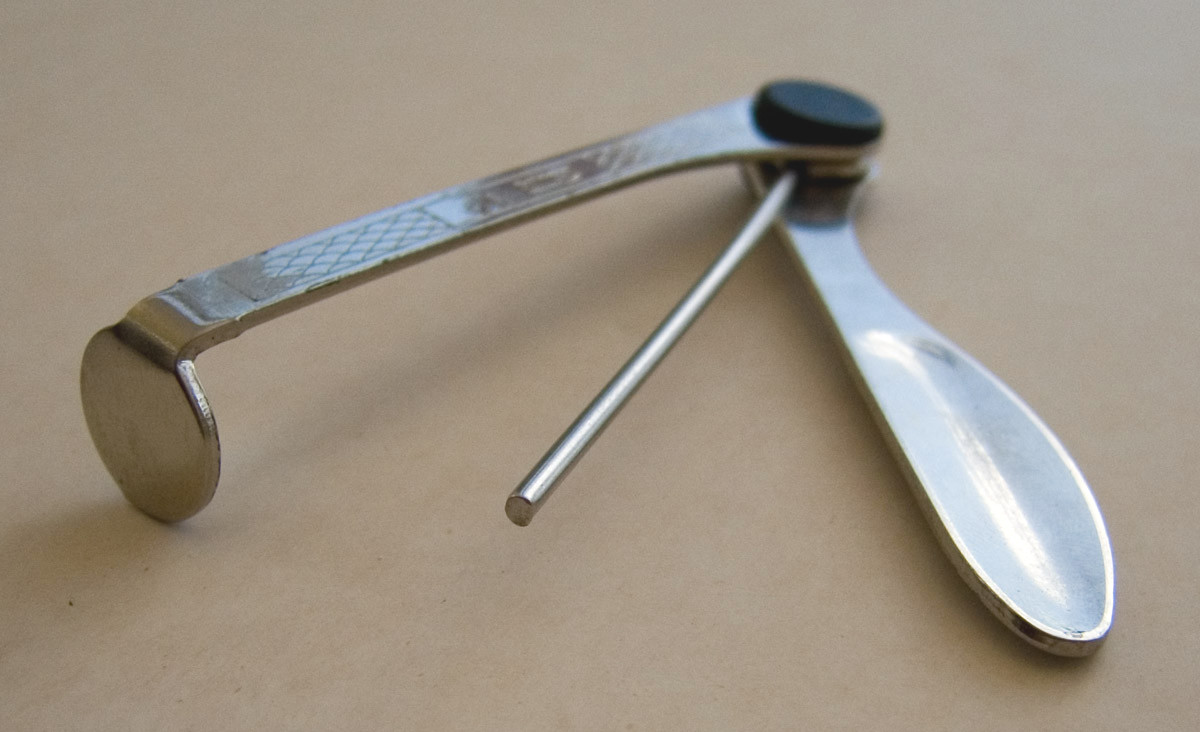
Трубкочистка тройная: трамбовка (тампер), шпилька, ложечка

Новую трубку в первые две недели курят в щадящем режиме для предотвращения растрескивания чаши. Перерывы между курениями должны составлять несколько часов, чтобы табачная влага успевала равномерно распределиться по всей толще древесины. Трубку не курят на холоде и особенно на ветру. После 40—50 курений на стенках камеры правильно обкуренной трубки образуется изоляционный слой нагара, позволяющий курить её в любых условиях и так часто как это необходимо. Камеры новых трубок могут иметь похожее на нагар декоративное покрытие, называемое карбонизацией.
Наилучшие вкусовые ощущения обеспечивает курение трубки с полностью сформированными нагаром. Табак должен быть увлажнённым. После каждого курения табачную камеру очищают от пепла, остатков табака и излишков нагара при помощи ложечки трубкочистки. Дымовой канал чистят ёршиком. Металлический охладитель (при наличии) промывают горячей водой. Трубке дают «отдохнуть», то есть хорошо просохнуть перед очередным использованием.

### Формы
Форма трубки складывается из степени её изгиба и формы чаши. У трубок без изгиба центральные оси чаши и чубука располагаются под прямым углом (90°). У слегка загнутых угол составляет 78,75—67,5° (чубук загнут на 1/8—1/4 прямого угла), у загнутых наполовину 45° (1/2), у максимально загнутых 22,5—0° (3/4 и меньше). Вместе с изогнутым чубуком используется изогнутый в противоположную сторону мундштук (примерно на ту же долю прямого угла, что и чубук). По сравнению с прямыми трубками гнутые трубки более удобно держать в зубах, поэтому они особенно хорошо подходят людям с искусственными зубами.

Трубки по степени изгиба
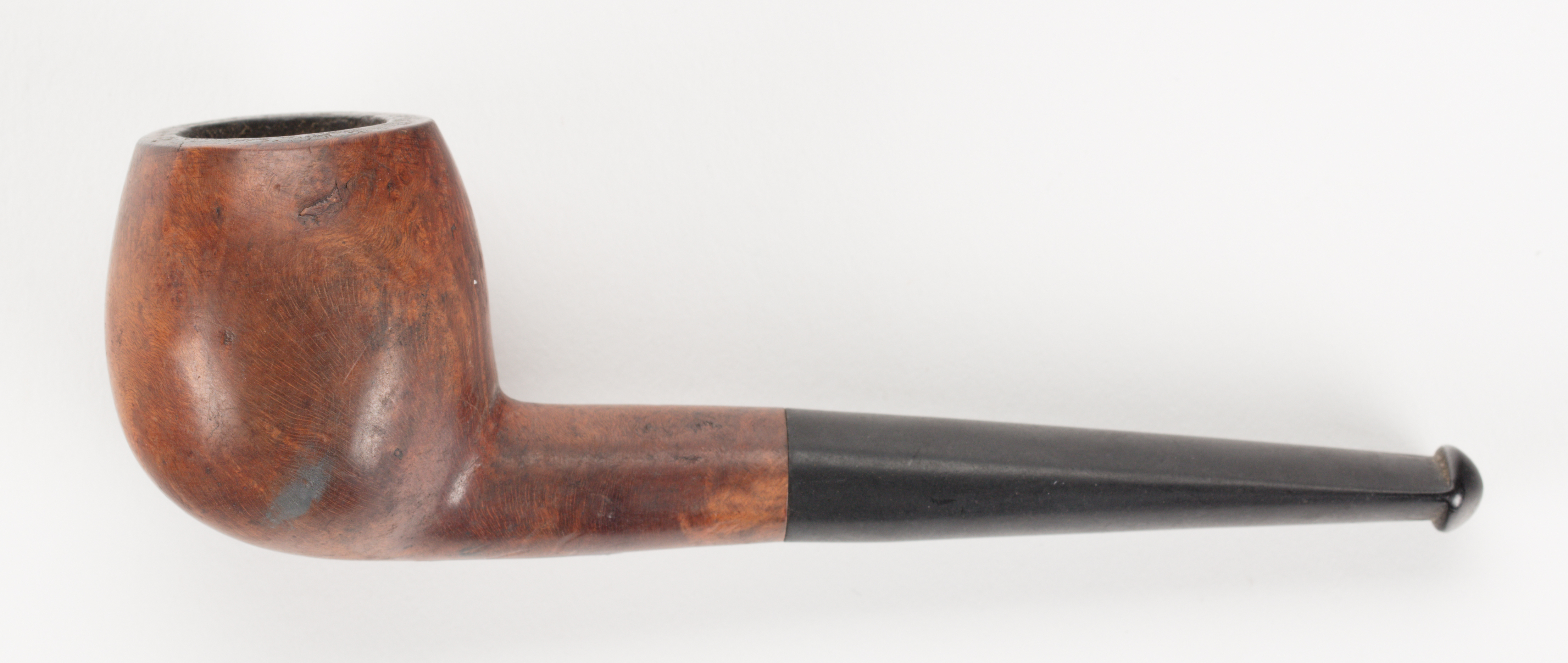
Прямая трубка
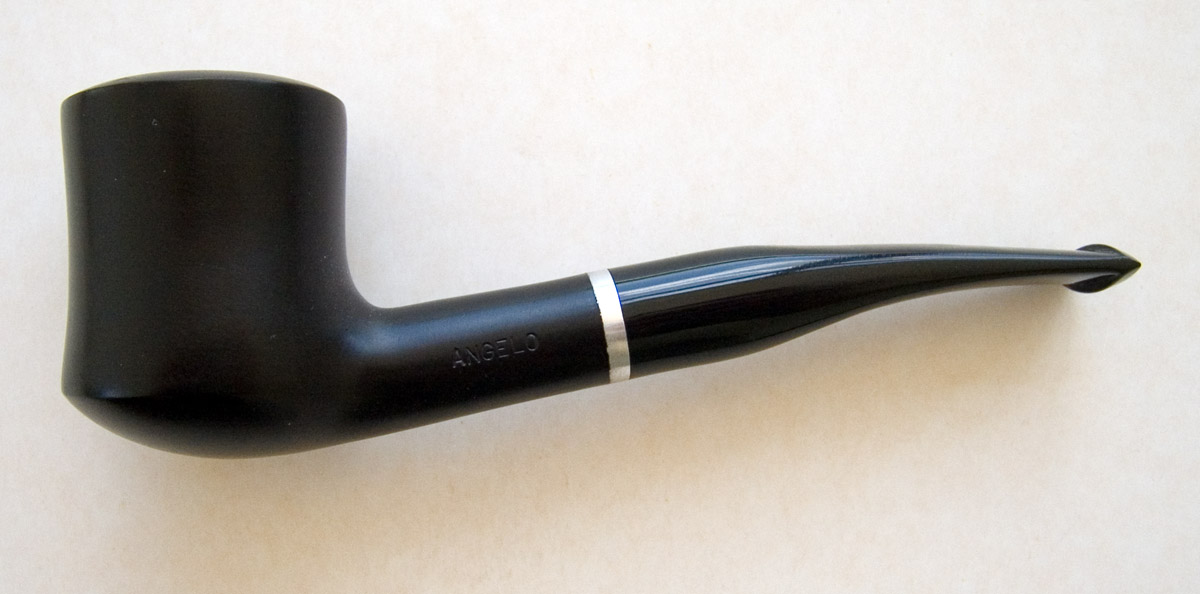
Слегка загнутая
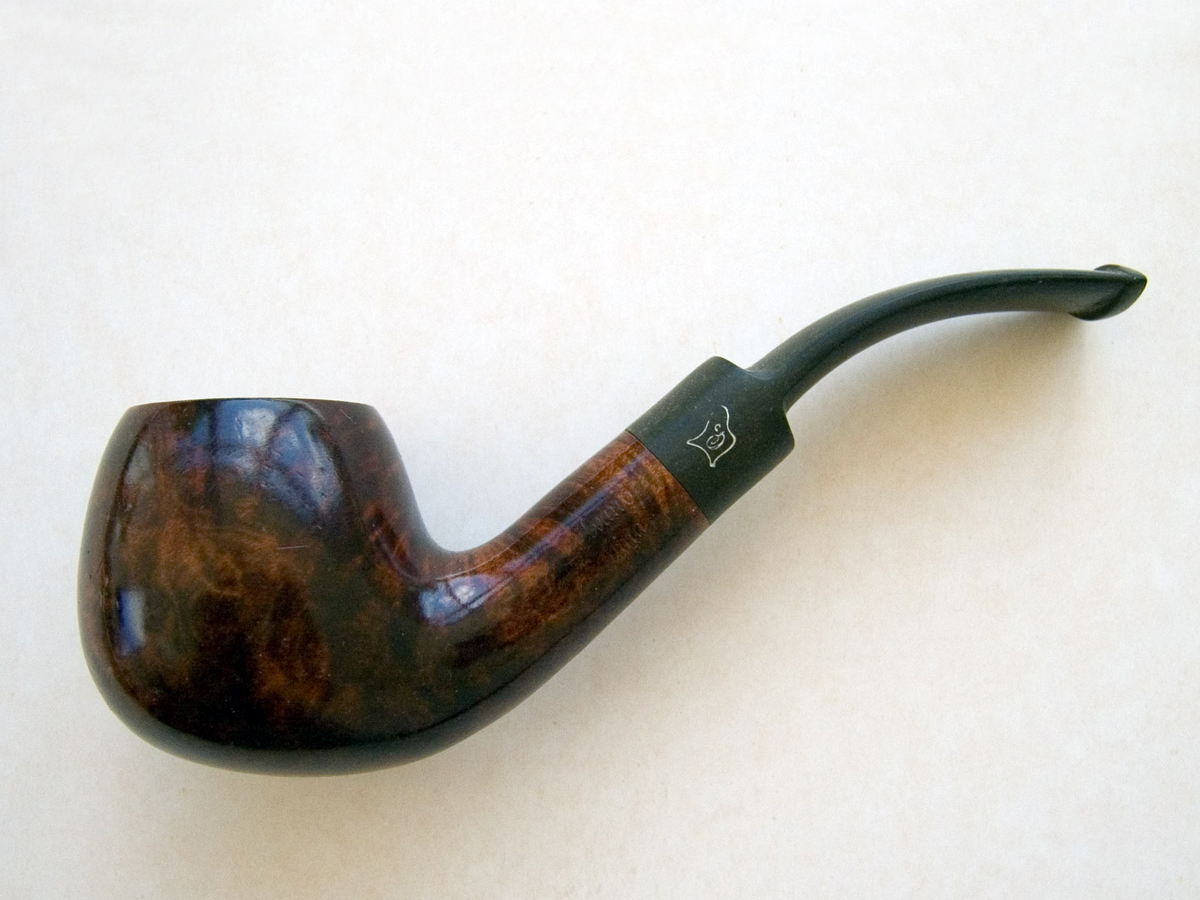
Загнутая наполовину
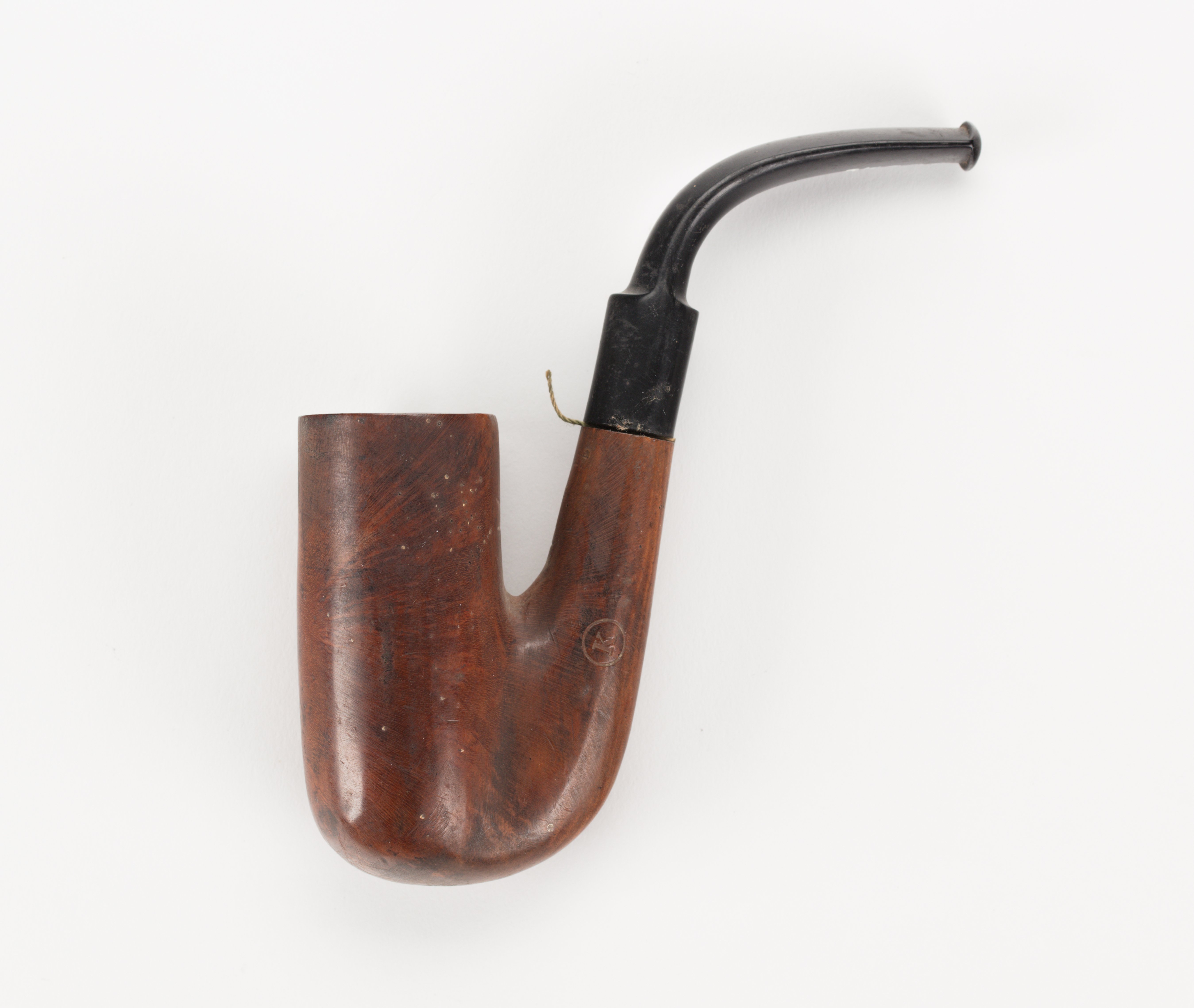
Максимально загнутая

Чаши имеют множество разных форм, среди которых выделяют наиболее распространённые классические, вытачиваемые на токарном станке. Примеры:

Классические формы чаши
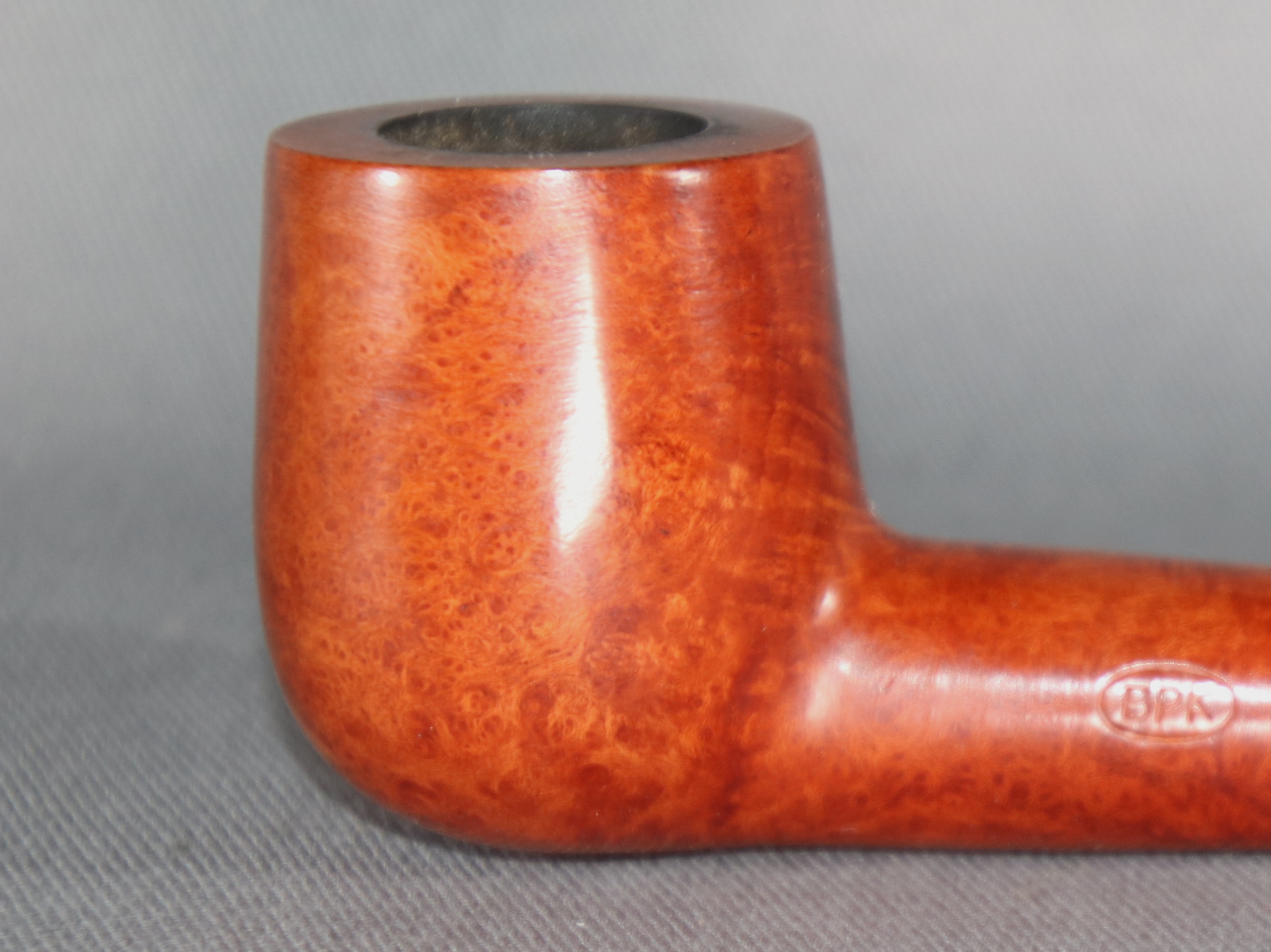
Бильярд — чаша в виде цилиндра, слегка суживающегося кверху
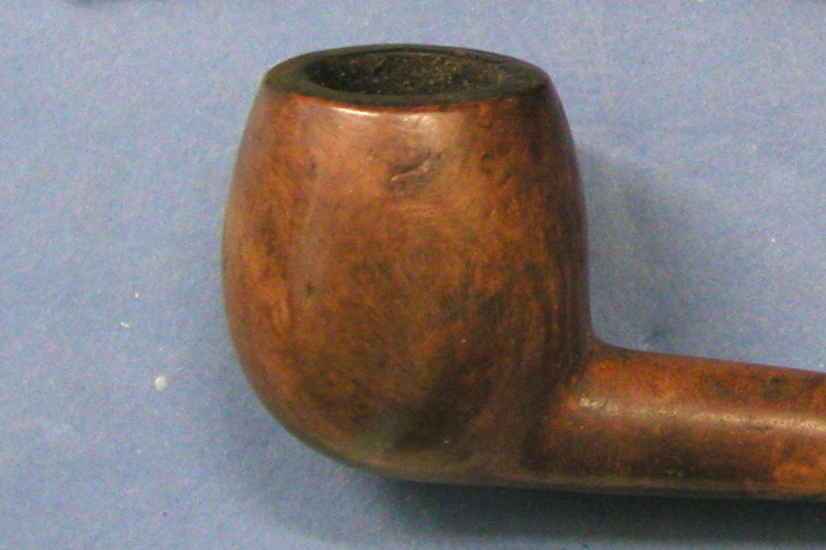
Яблоко — округлой формы, несколько вытянутой по вертикали
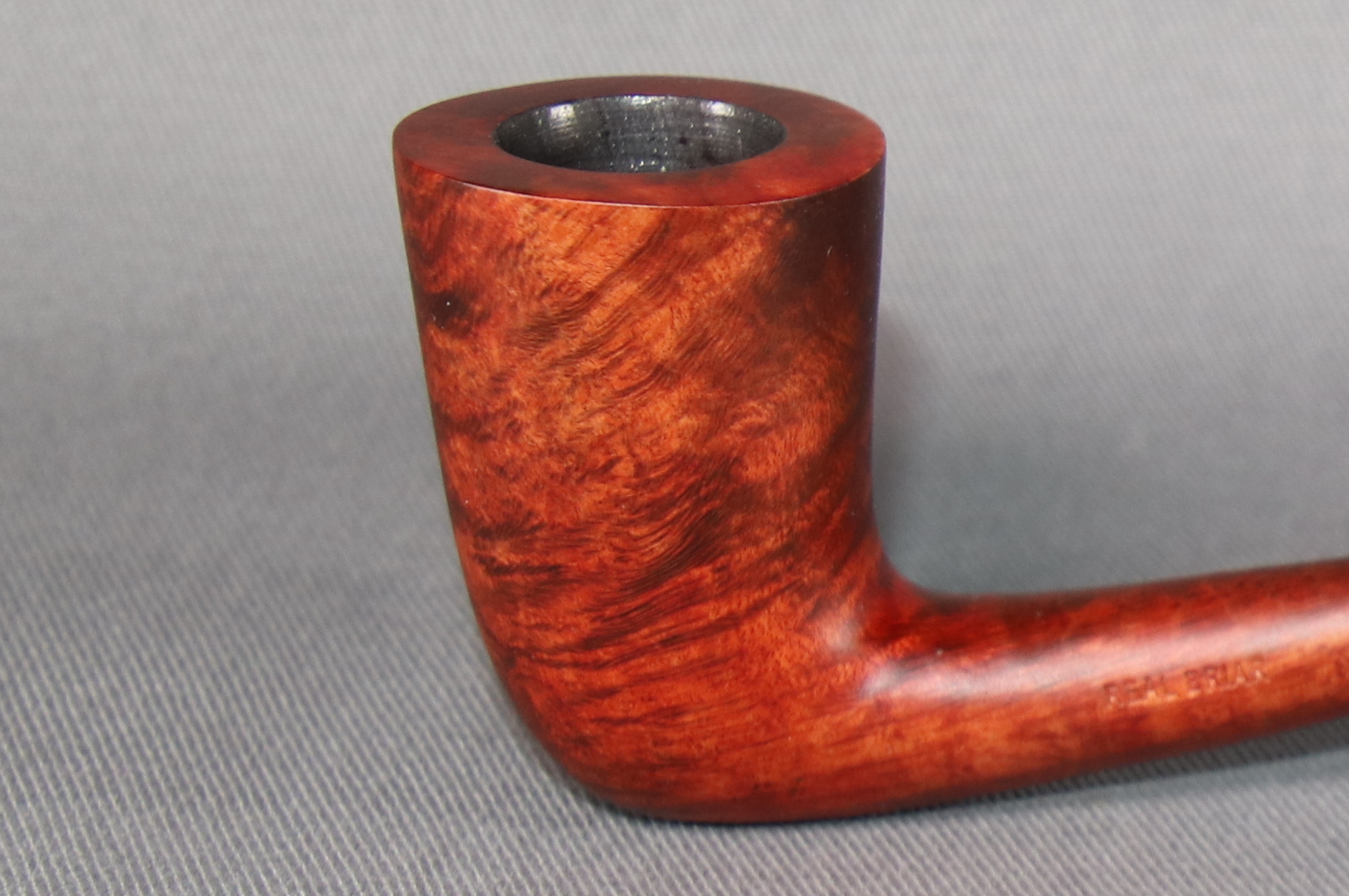
Дублин — в виде конуса, расширяющегося вверх
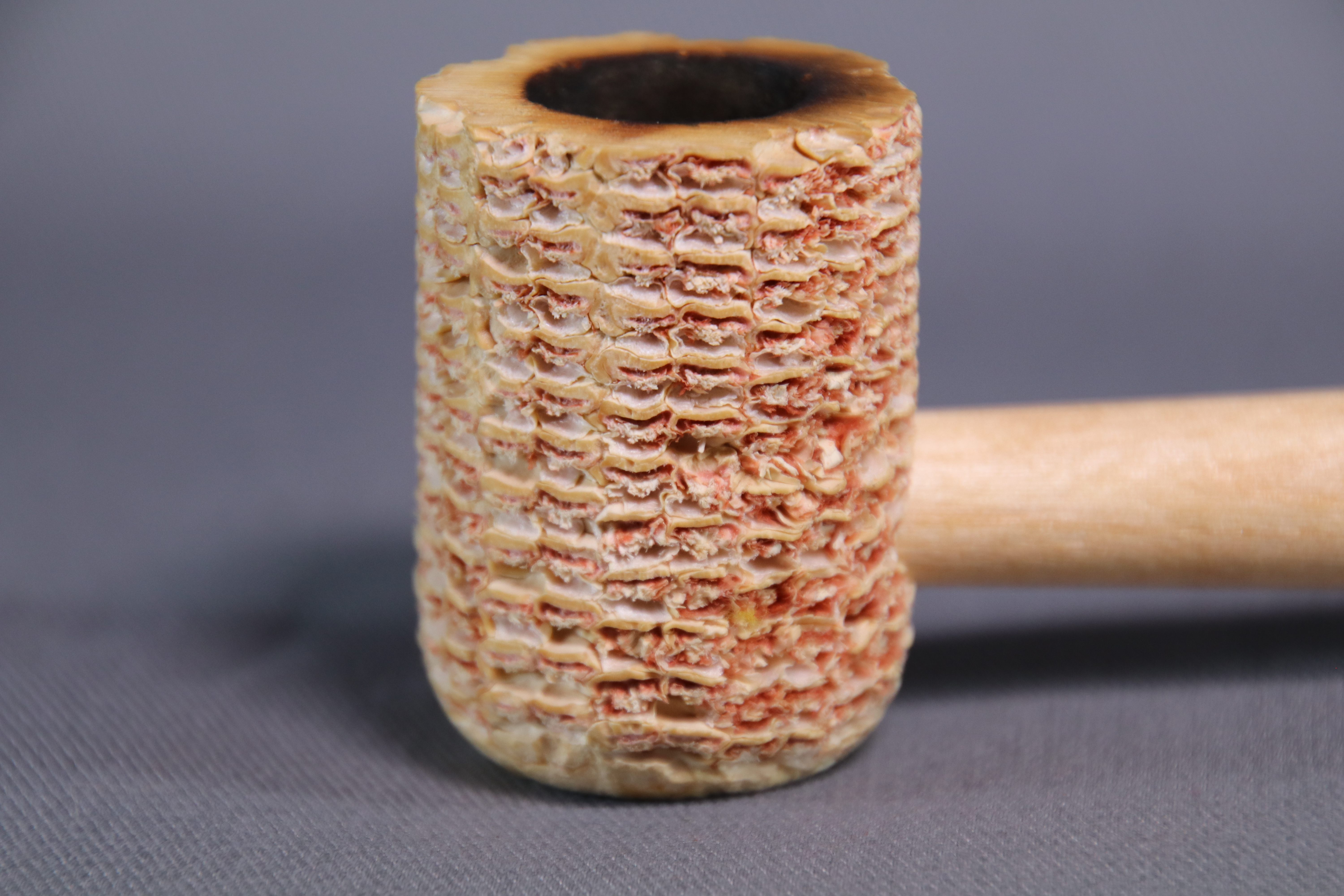
Покер — строго цилиндрической формы
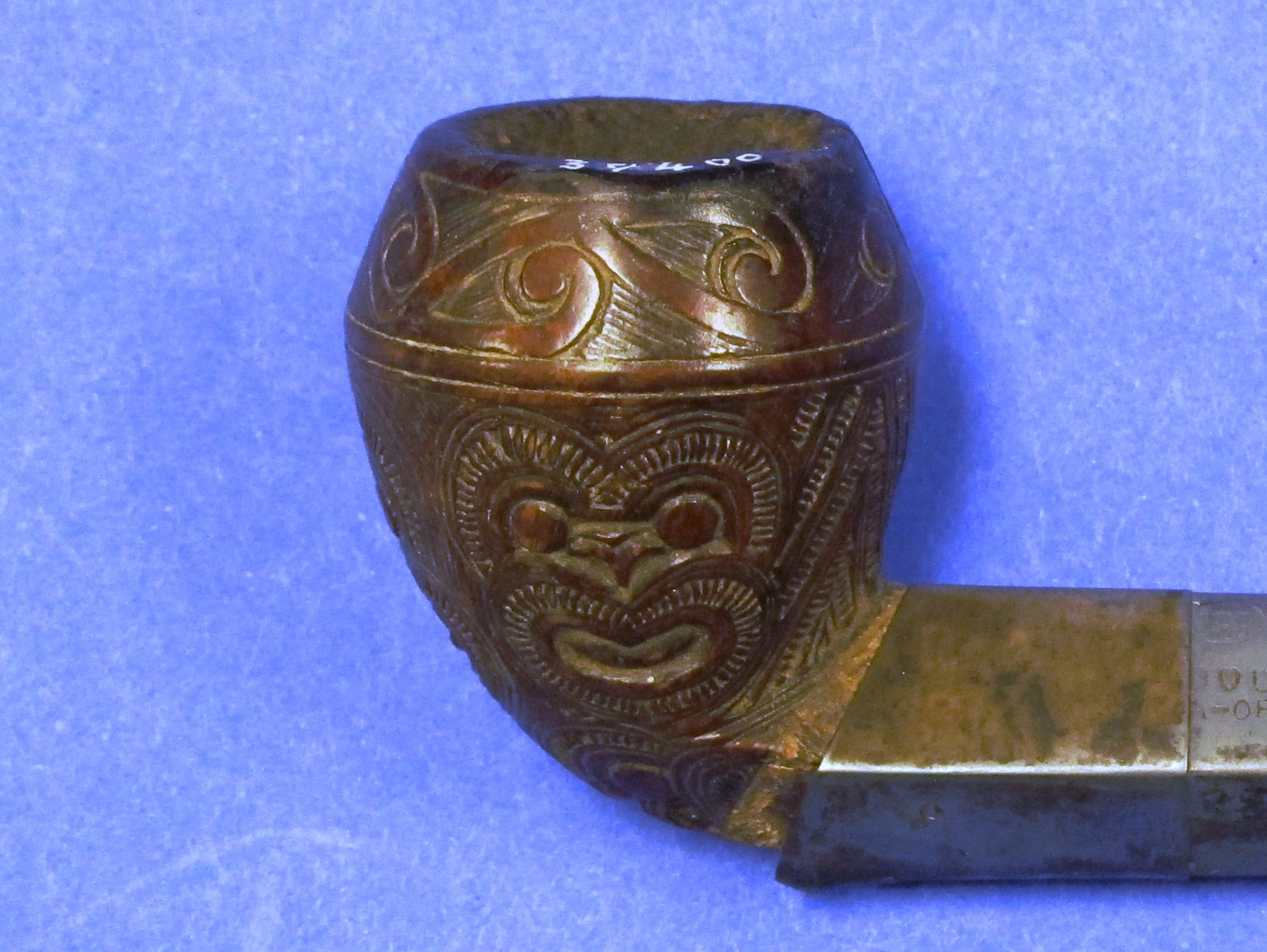
Бульдог — чаша с чёткой границей перехода от расширения к сужению (ромбовидная[27])

## В живописи

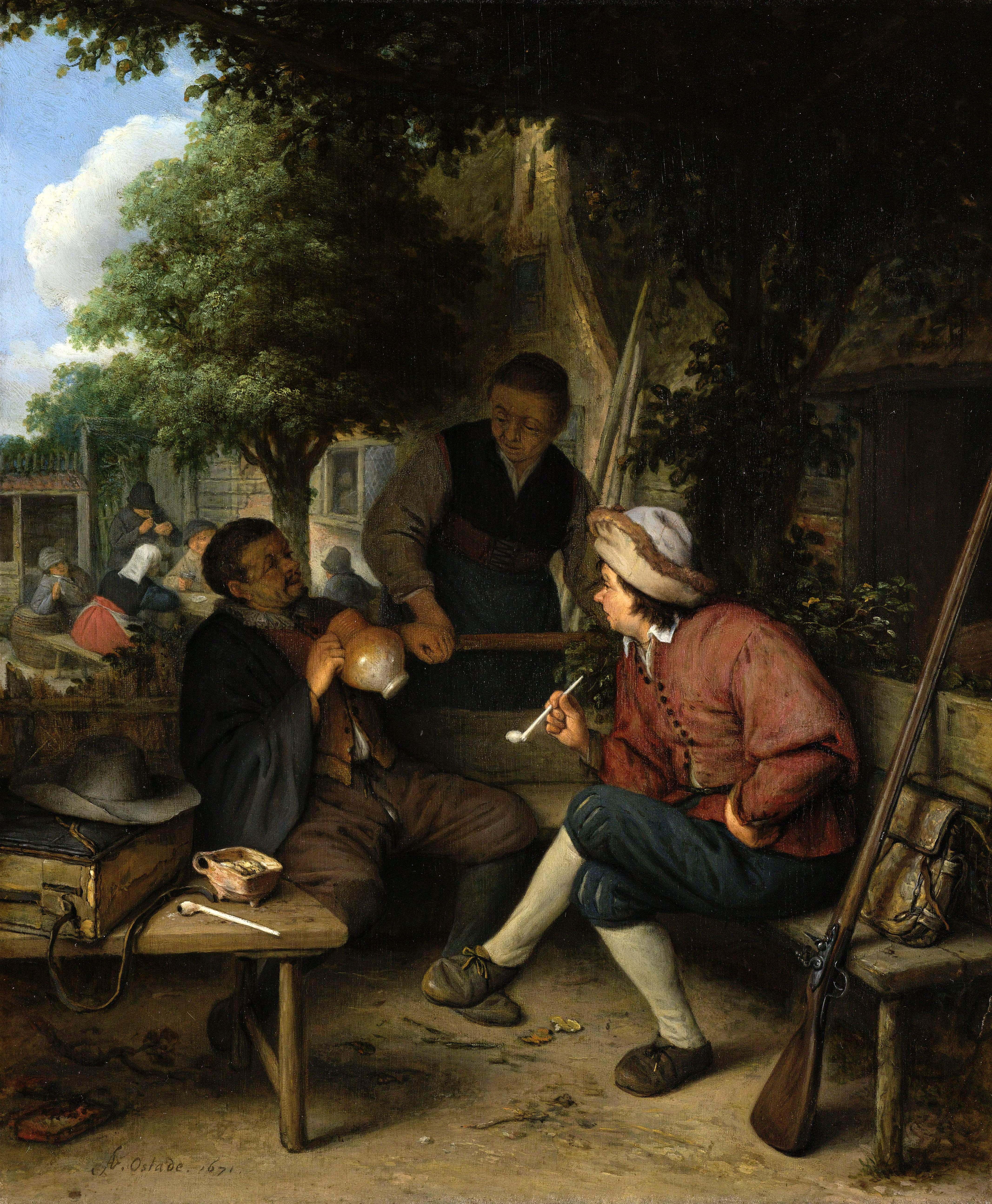
«Отдыхающий путник». Адриан ван Остаде, 1671
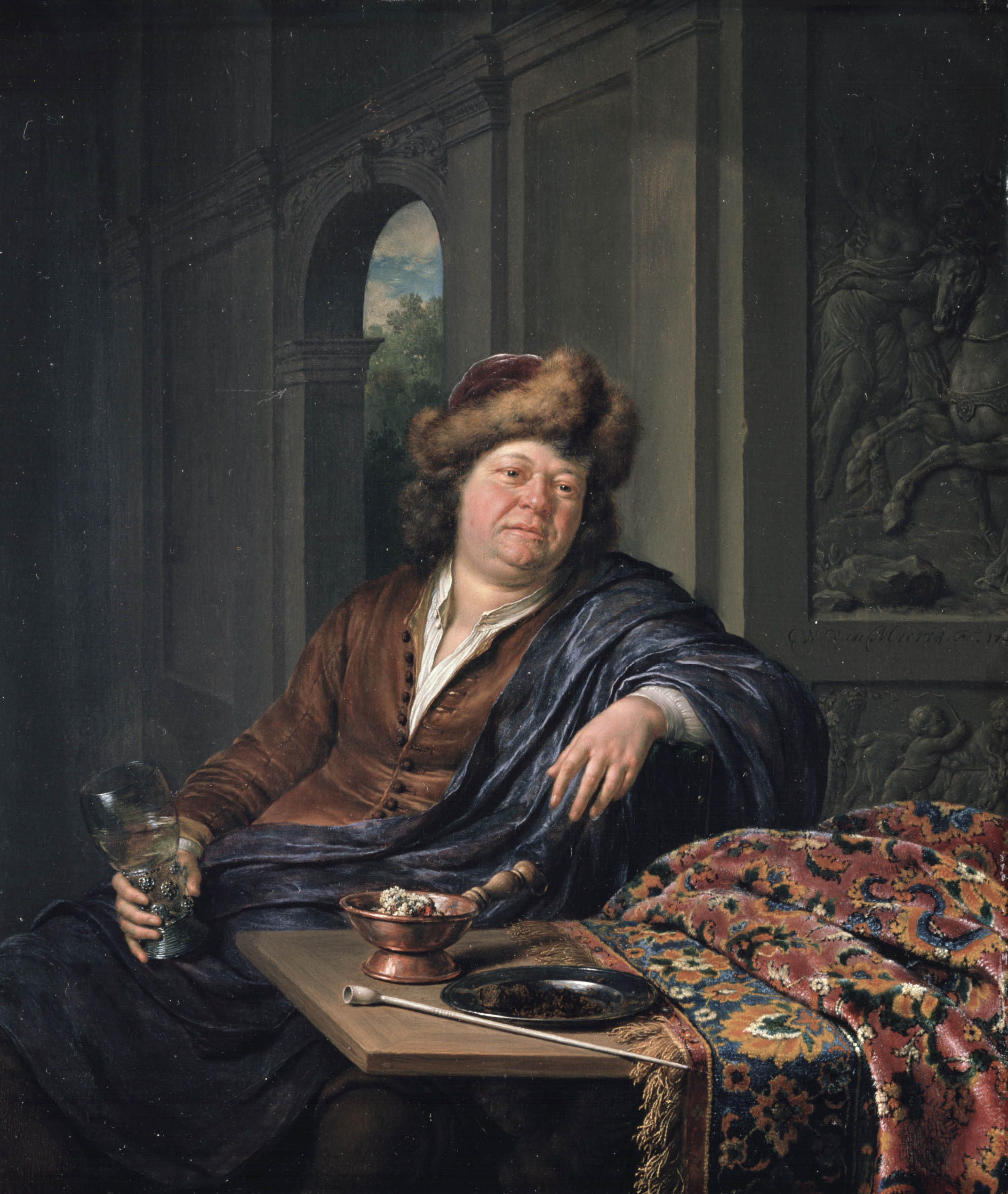
«Пьющий мужчина в интерьере». Виллем ван Миерис, 1706
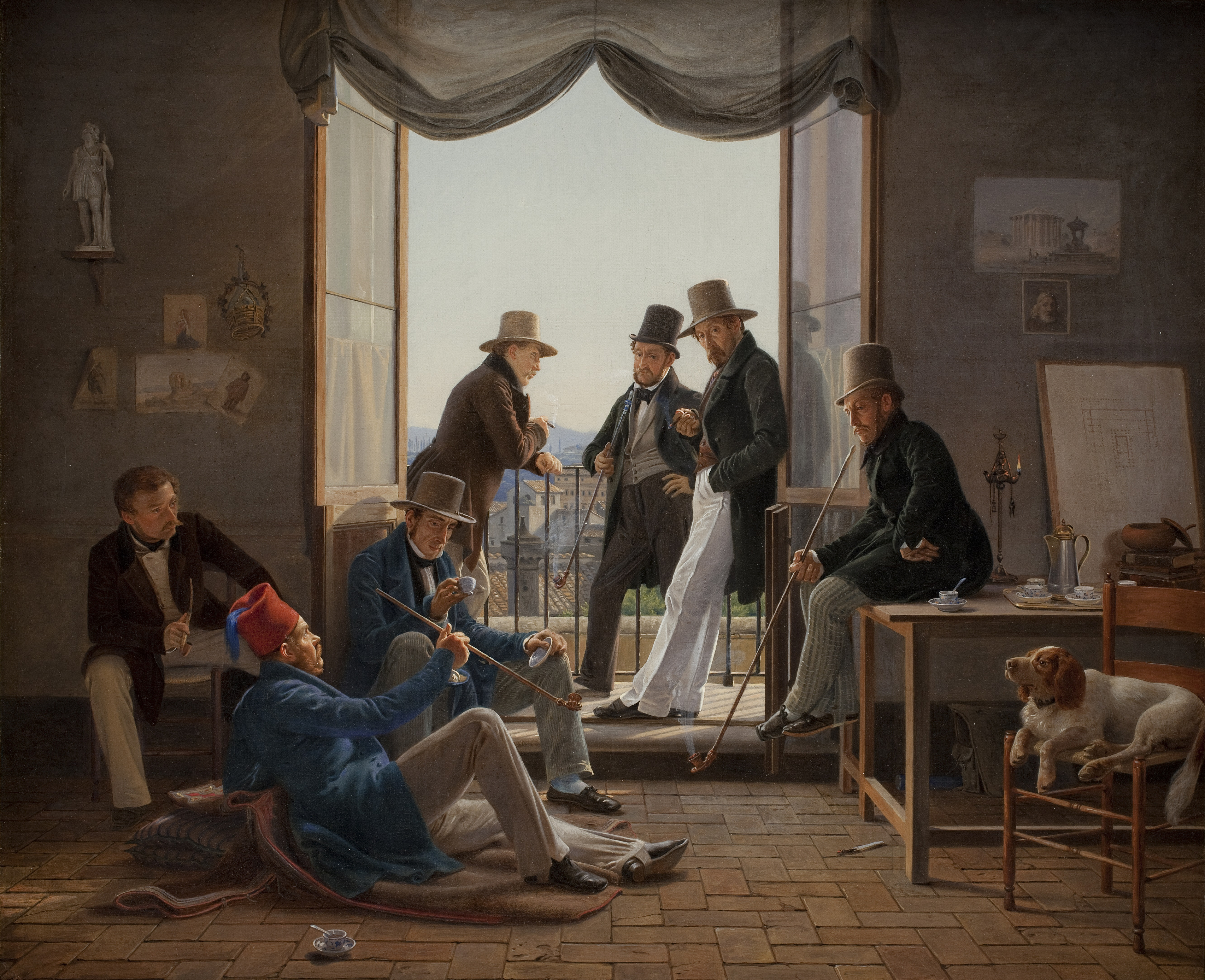
«Компания датских художников в Риме». Константин Хансен, 1837
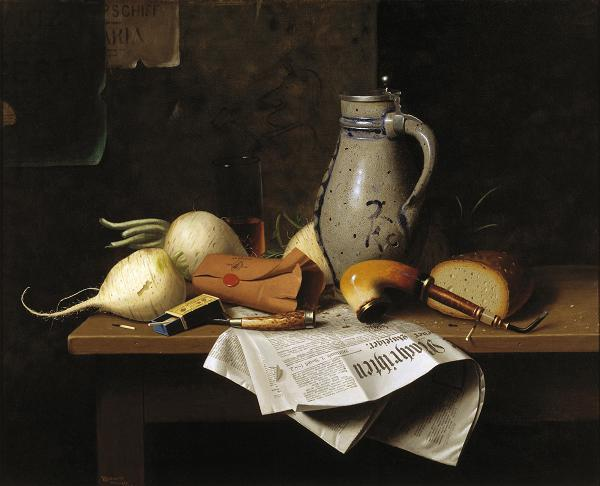
«Мюнхенский натюрморт с бокалом и дайконом». Уильям Харнетт, 1882

## Медленное курение трубки
Трубочные клубы проводят соревнования, в том числе национального и мирового уровня, по курению трубки на время. Побеждает в них тот, в чьей трубке огонь погаснет последним.